# Soulmate (Natasha Bedingfield)
Soulmate è una canzone della cantante pop Natasha Bedingfield. Pubblicato a luglio 2007, è il secondo singolo estratto dal suo cd N.B.
È una malinconica canzone d'amore accompagnata da un'orchestra di archi ed un pianoforte in cui la cantante riflette sull'esistenza di un'anima gemella (soulmate) per ogni persona, e in particolare per sé stessa.

## Video
Il video è fatto di continui cambiamenti di immagini tra cui scritte ("Love","Sex"...) e di scene romantiche (fidanzati con la mano nella mano, cuoricini di plastica etc.) alternate a inquadrature della cantante illuminata da un'unica luce.

## Edizioni e Lista tracce
Di seguito sono elencate le principali edizioni pubblicate, con relativa lista tracce, di "Soulmate".
CD singolo UK
(88697111992; Pubblicato 2 luglio 2007)
1. "Soulmate"
2. "Chasing Cars" (Live at BBC Radio 1 Live Lounge)

CD singolo Australia
(88697125472; Pubblicato 6 agosto 2007)
1. "Soulmate"
2. "Chasing Cars" (Live at BBC Radio 1 Live Lounge)
3. "I Wanna Have Your Babies" (Kardinal Beats remix)
4. "Soulmate" (video)

Formato digitale
(Pubblicato 5 giugno 2007)
1. "Soulmate"
2. "Chasing Cars" (Live at BBC Radio 1 Live Lounge)

iTunes
(2 luglio, 2007)
1. "Soulmate" (Live acoustic session with AOL)

Remix ufficiali
1. "Soulmate" (Bimbo Jones Radio edit)
2. "Soulmate" (Bimbo Jones Club mix)

## Classifiche
| Classifica (2007) | Posizione |
| ----------------- | --------- |
| Austria           | 13        |
| Bulgaria          | 5         |
| Paesi Bassi       | 24        |
| Finlandia         | 13        |
| Germania          | 12        |
| Irlanda           | 28        |
| Norvegia          | 8         |
| Polonia           | 31        |
| Slovacchia        | 3         |
| Spagna            | 13        |
| Svizzera          | 7         |
| Gran Bretagna     | 7         |